# Caserío Ilunbe
El caserío Ilunbe es un edificio notable de interés cultural del País Vasco. Se ubica en el extremo oriental de la vega que precede al acceso al centro urbano de Bidegoyan (Guipúzcoa, España) desde Tolosa, vega que en su día, con toda certeza, estuvo repleta de manzanos.
Ilunbe resulta ser un caserío construido en las décadas centrales del siglo XVI, no antes de 1530, que a pesar de haber sido objeto de al menos 3 actuaciones de modificación de cierta importancia, conserva intactas gran parte de sus características tipológicas originales, bien morfológicas, bien estructurales, y cuya principal cualidad, además de la antigüedad de su construcción, estriba en ser un edificio construido en función de un lagar para la obtención de sidra.
Se trata de un edificio de importantes dimensiones de planta baja y primera bajo cubierta de muy respetable altura libre. Presenta planta rectangular, donde es mayor el fondo que el frente de orientación sursureste, con clara vocación de edificio exento a pesar de que hoy presenta un añadido adosado en fachada principal, en el ángulo sur. Estructuralmente se organiza en 4 crujías conformadas por los muros portantes laterales y por tres pórticos de estructura de madera de roble dispuestos en fondo, de tal suerte que es el pórtico central quien sustenta la cumbrera formando dos faldones simétricos de cubierta.
El volumen construido resulta ser una caja donde predomina el paño ciego sobre el vano, salvo por dos situaciones: la primera una actuación de apertura de huecos generalizada en fachada lateral derecha, propia de la primera mitad del siglo pasado y bien ejecutada. La segunda la constituye la fachada principal estructurada en tres cuerpos, dos macizos, los laterales y uno donde predomina el vano y que se corresponde con las dos crujías centrales. En este cuerpo central la planta baja está cerrada y tan solo aparecen el acceso rematado por un arco adovelado de medio punto, dispuesto en el eje de la crujía central izquierda, y un par de huecos producto de una dudosa actuación puntual; en la parte alta tres grandes postes enterizos de madera de roble constituyen la base sobre la que en su día existió un enorme cierre de tabla, del que hoy aún quedan todas las piezas secundarias horizontales, que confiere al caserío un aire imponente al tiempo que le quita pesantez a la composición.
El lagar, constituido por una gran cubeta o "tolare" donde se situaba la manzana para ser prensada, ocupaba la totalidad del fondo del último vano de los pórticos estructurales y tenía una anchura correspondiente a las dos crujías centrales, lo que supone unos 50 m². Tras una actuación en tiempo aún indeterminado, tan solo se mantiene la mitad derecha del "tolare". El mecanismo de accionado del lagar estaba constituido por una gran viga, hoy inexistente, de unos 11 - 12 m; un enorme tornillo en el extremo de la viga, en su extremo opuesto al "tolare", de donde pendía la pesa de piedra. La viga lagar estaba dispuesta en el sentido del pórtico estructural central y discurriendo entre los elementos verticales que resultan ser dobles (bernias), las cuales sí que perviven y junto con el medio "tolare" y la doble cumbrera son los únicos elementos que han llegado a nosotros. Esto con no ser demasiado, es mucho pues raros son los casos en que se puede encontrar más de un par de las bernias.